# Blumea hossei
Blumea hossei là một loài thực vật có hoa trong họ Cúc. Loài này được Craib ex Hosseus mô tả khoa học đầu tiên năm 1911.